# 加藤泰久
加藤 泰久（かとう やすひさ、1855年2月12日（安政元年12月26日） - 1917年（大正6年）8月11日）は、明治期の陸軍軍人。最終階級は陸軍少将。江戸出身。旧名・高塚義太郎。位階勲等は正四位勲二等功三級。実弟の加藤定吉は、海軍大将・男爵。

## 経歴
幕臣･加藤泰吉の次男に生まれる。養子となり高塚義太郎と名乗ったが加藤家に復帰した。沼津兵学校で資業生（第6期）として学び、1871年（明治4年）大阪兵学寮幼年舎に転学した。1875年（明治8年）12月、陸軍士官学校（旧2期）に入学。1879年（明治12年）2月、陸軍砲兵少尉に任官した。大阪砲兵工廠付を務め、1887年（明治20年）から1890年（明治23年）までフランスに留学した。日清戦争に臨時混成旅団兵站司令官・第1軍兵站司令官として出征した。
1895年（明治28年）8月、要塞砲兵第1連隊長に就任。1899年（明治32年）2月、砲兵大佐に昇進し砲兵会議審査官となる。大阪兵器本廠長を経て、1904年（明治37年）5月に攻城砲兵司令部徒歩砲兵第3連隊長に発令され日露戦争に出征。旅順攻囲戦などに参戦した。
1905年（明治38年）1月、陸軍少将に昇進し教育総監部付。1906年（明治39年）4月には広島湾要塞司令官、1907年（明治40年）、大阪砲兵工廠提理に就任。陸軍学校の出では大迫尚道とともに最古参であった。
1910年（明治43年）11月、病気の為に休職し、1911年（明治44年）10月、予備役に編入された。1913年（大正2年）4月1日、後備役となり、1917年（大正6年）4月1日に退役した。
死因は食道癌であった。

## 栄典
位階
- 1891年（明治24年）12月28日 - 従六位[11]
- 1895年（明治28年）11月15日 - 正六位[12]
- 1899年（明治32年）4月10日 - 従五位[13]
- 1904年（明治37年）6月3日 - 正五位[14]

勲章等
- 1895年（明治28年）12月14日 - 功四級金鵄勲章・単光旭日章[15]
- 1896年（明治29年）11月25日 - 勲五等瑞宝章[16]
- 1902年（明治35年）11月29日 - 勲四等瑞宝章[17]
- 1905年（明治38年）11月30日 - 勲三等瑞宝章[18]
- 1906年（明治39年）4月1日 - 功三級金鵄勲章・勲二等旭日重光章・明治三十七八年従軍記章[19]

外国勲章等佩用允許
- 1902年（明治35年）7月22日 - フランス共和国：レジオンドヌール勲章オフィシェ[20]

## 著作
訳書
- ワンドウェルト著『応地戦術 第1巻』内外兵事新聞局、1884年。